# Gummidipoondi
Gummidipoondi es una ciudad y nagar Panchayat situada en el distrito de Tiruvallur en el estado de Tamil Nadu (India). Su población es de 18891 habitantes (2011). Se encuentra a 43 km de Tiruvallur y a 45 km de Chennai.

## Demografía
Según el censo de 2011 la población de Gummidipoondi era de 18891 habitantes, de los cuales 9590 eran hombres y 9301 eran mujeres. Gummidipoondi tiene una tasa media de alfabetización del 84,89%, superior a la media estatal del 80,09%: la alfabetización masculina es del 91,15%, y la alfabetización femenina del 78,39%.